# Août 1994

## Faits marquants
- 4 août : tornade de catégorie F3 à Aylmer au Québec.
- 13 août : normalisation des relations entre les États-Unis et la Corée du Nord.
- 14 août (Formule 1) : Grand Prix automobile de Hongrie.
- Du 15 au 27 août 1994 : 22e assemblée générale de l'Union astronomique internationale à La Haye, aux Pays-Bas.
- 22 août : Wim Kok, nouveau Premier ministre des Pays-Bas, entre officiellement en fonction.
- 27 août : Rubens Barrichello (Jordan-Hart), en réalisant un temps de 2 minutes, 21 secondes et 163 millièmes sur l'ensemble des deux séances de qualification du Grand Prix de Belgique sur le circuit de Spa-Francorchamps, obtient la première pole position de sa carrière et devient, à 22 ans, le plus jeune pilote à l'obtenir.
- 28 août (Formule 1) : Grand Prix automobile de Belgique.
- 30 août : l’Afrique du Sud adhère à la SADC.

## Naissances
- 26 août : Yannick de Waal, acteur néerlandais.

## Décès
- 4 août : Giovanni Spadolini, journaliste, historien, universitaire et homme d'État italien (* 21 juin 1925).
- 6 août : Jacques Pelzer, saxophoniste et flûtiste de jazz belge (° 24 juin 1924).
- 7 août : Marcel Laurent, coureur cycliste français (° 6 juin 1913).
- 9 août : Cathy Stewart, actrice pornographique française (° 2 avril 1956)
- 11 août : Peter Cushing, acteur britannique (° 26 mai 1913).
- 14 août : Elias Canetti, écrivain d'expression allemande, originaire de Bulgarie et devenu citoyen britannique (° 25 juillet 1905).
- 16 août : Edmond Delathouwer, coureur cycliste belge (° 26 mai 1916).
- 19 août :
  - Antoine Khoraiche, patriarche maronite d'Antioche (° 20 septembre 1907).
  - Linus Pauling, chimiste et physicien américain (° 28 février 1901).
- 25 août : Boris Roatta, acteur français (° 1er juillet 1980) (à 14 ans).
- 30 août : Lindsay Anderson, metteur en scène de théâtre et de cinéma, documentariste  et critique britannique (° 17 avril 1923).